# 大井バスストップ

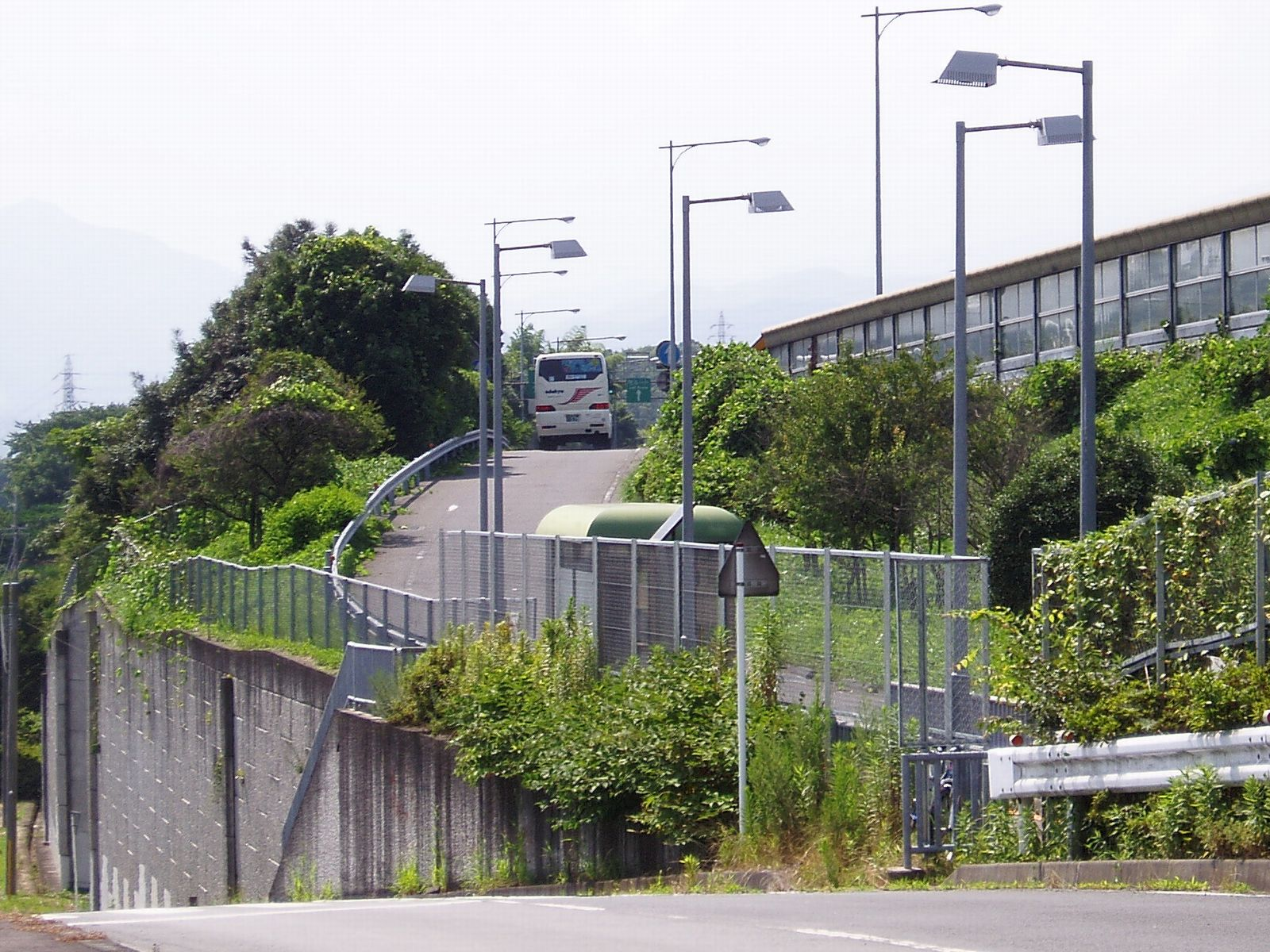
下り線バスストップ

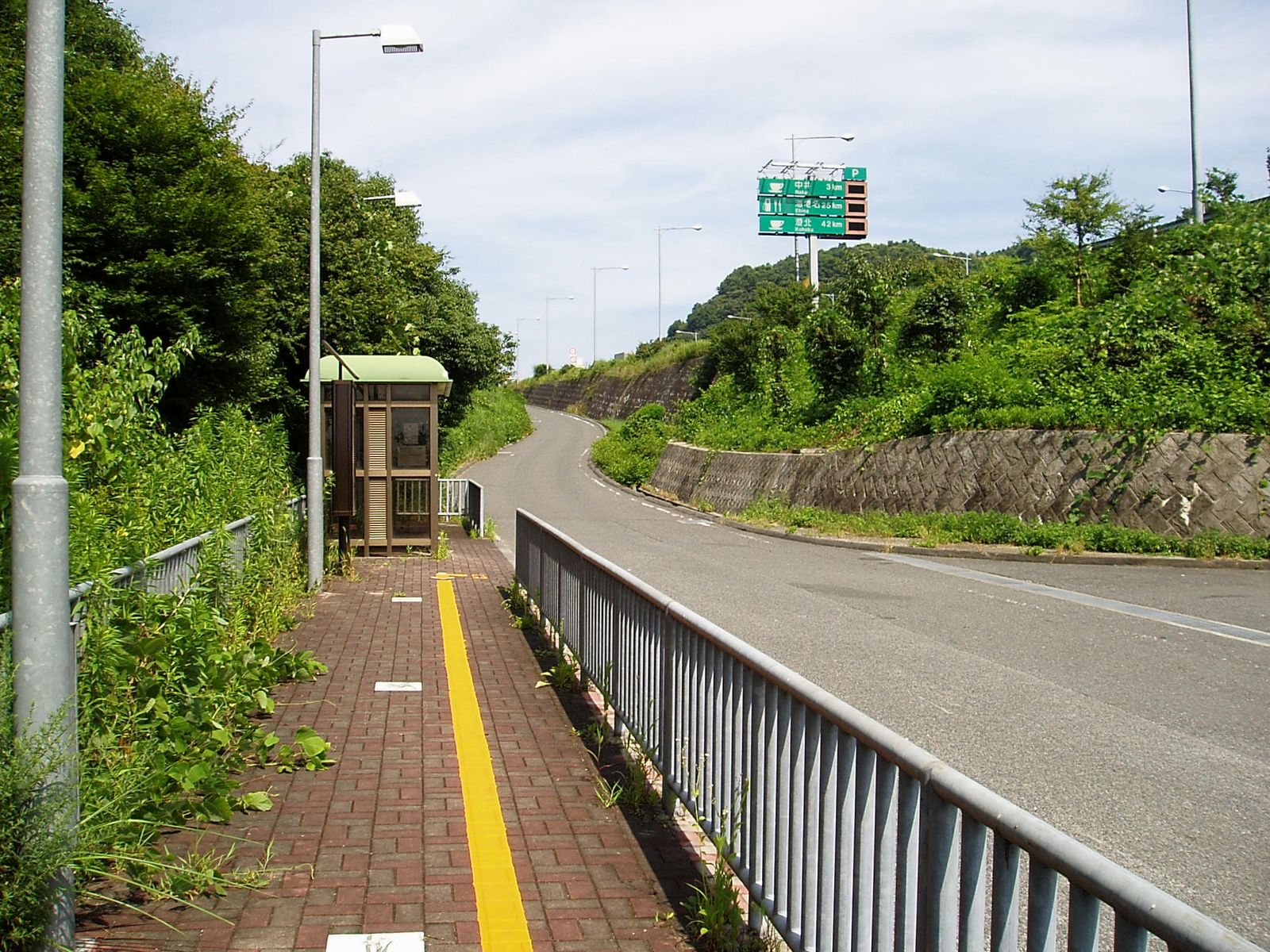
上り線バスストップ

大井バスストップ（おおいバスストップ）は、神奈川県足柄上郡大井町の東名高速道路本線上にあるバス停留所である。バス事業者では東名大井（とうめいおおい）と案内している。

## 概説

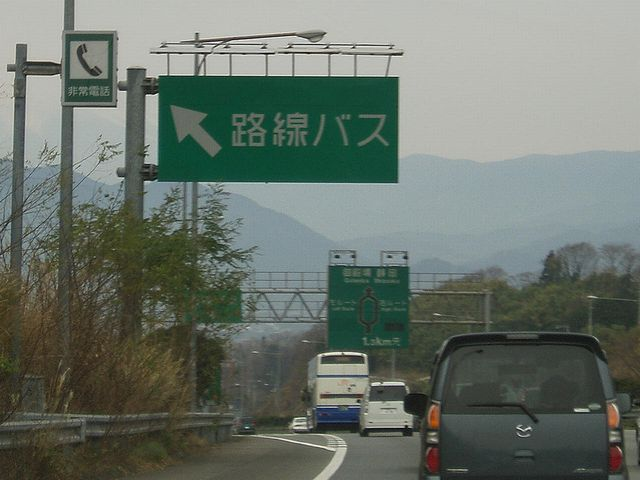
下り線手前の標識

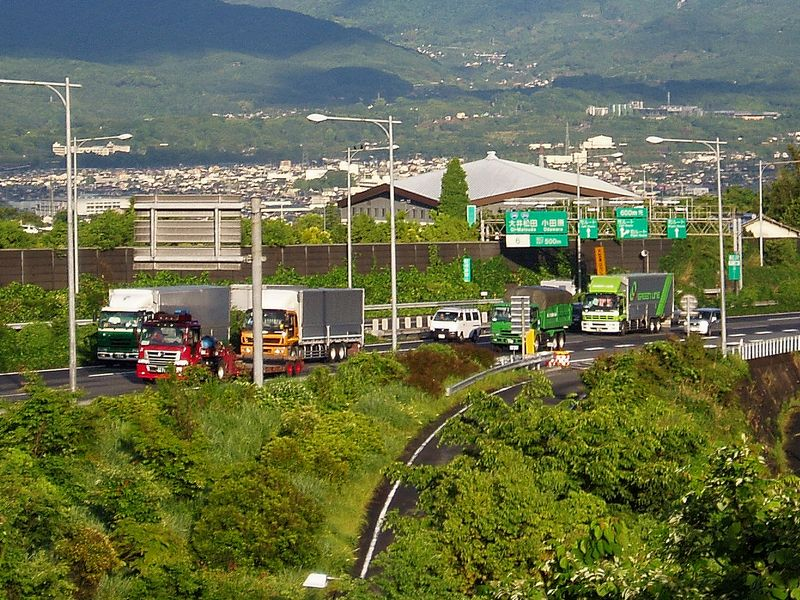
上り線付近。手前の本線から分かれて急勾配で下る道路がバスストップへの進入路

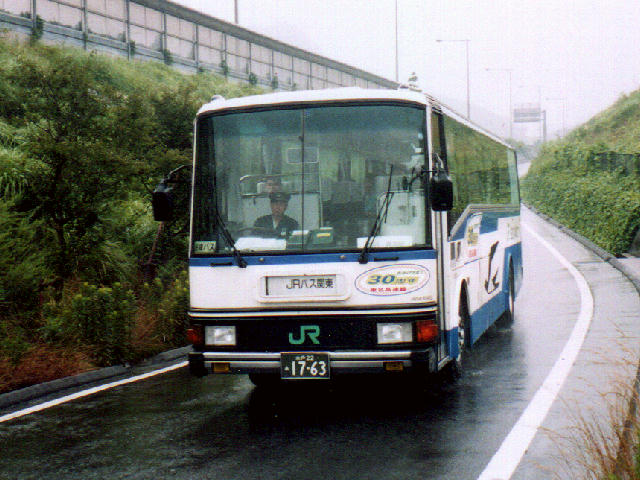
大井バスストップ（下り線）に進入する高速バス

東名高速道路の改良工事の際に、大井町がバスストップ新設を請願していたことにより設置された。JR東名ハイウェイバスの急行便と小田急ハイウェイバスの特急便が全便停車する。
地形的な制約から、本線から下った場所にバス停施設があるが、特に東京方面からは近隣の大井松田ICの出口と間違えて進入してくる車両が少なくない。このため、下り車線では出口標識と同じ大きさで「路線バス」と大書された標識が設置されている。また、上り線では登坂車線が設けられた本線よりも急な上り勾配であり、高速バスの加速・合流は他のバスストップと比較するとかなり難しい。
道路管理用車両の折返しにも使用されるため、専用の通路が設けられている。

## 歴史
- 1995年4月1日 開設

## 停車する路線
- JR東名ハイウェイバス（東京 - 御殿場 - 静岡）
- 小田急ハイウェイバス（新宿 - 御殿場 - 箱根）
- 羽田空港・横浜駅 - 御殿場・箱根（小田急ハイウェイバス、京浜急行バス共同運行）

## 隣接のバス停等

### 至近のIC・BS等
- 松田BS - 大井松田IC - 大井BS - 中井PA - 秦野中井IC/秦野BS

### 停車するBS
- JR東名ハイウェイバス（急行便）・小田急ハイウェイバス 新宿・箱根線（特急便）
  - 松田BS - 大井BS - 秦野BS
- 小田急ハイウェイバス・京浜急行バス 羽田線
  - （松田BS） - 大井BS -（秦野BS）-横浜駅（一部通過） - 羽田空港

※カッコ内の停留所との間は利用できない（クローズドドアシステム採用）。

## 乗り換え
- 富士急湘南バス 昭和女子大入口バス停
- 小田急小田原線 新松田駅
- JR御殿場線 松田駅

## 距離
- 東京駅から75.1 km
- 新宿駅から71.5 km